# Jürgen Coße

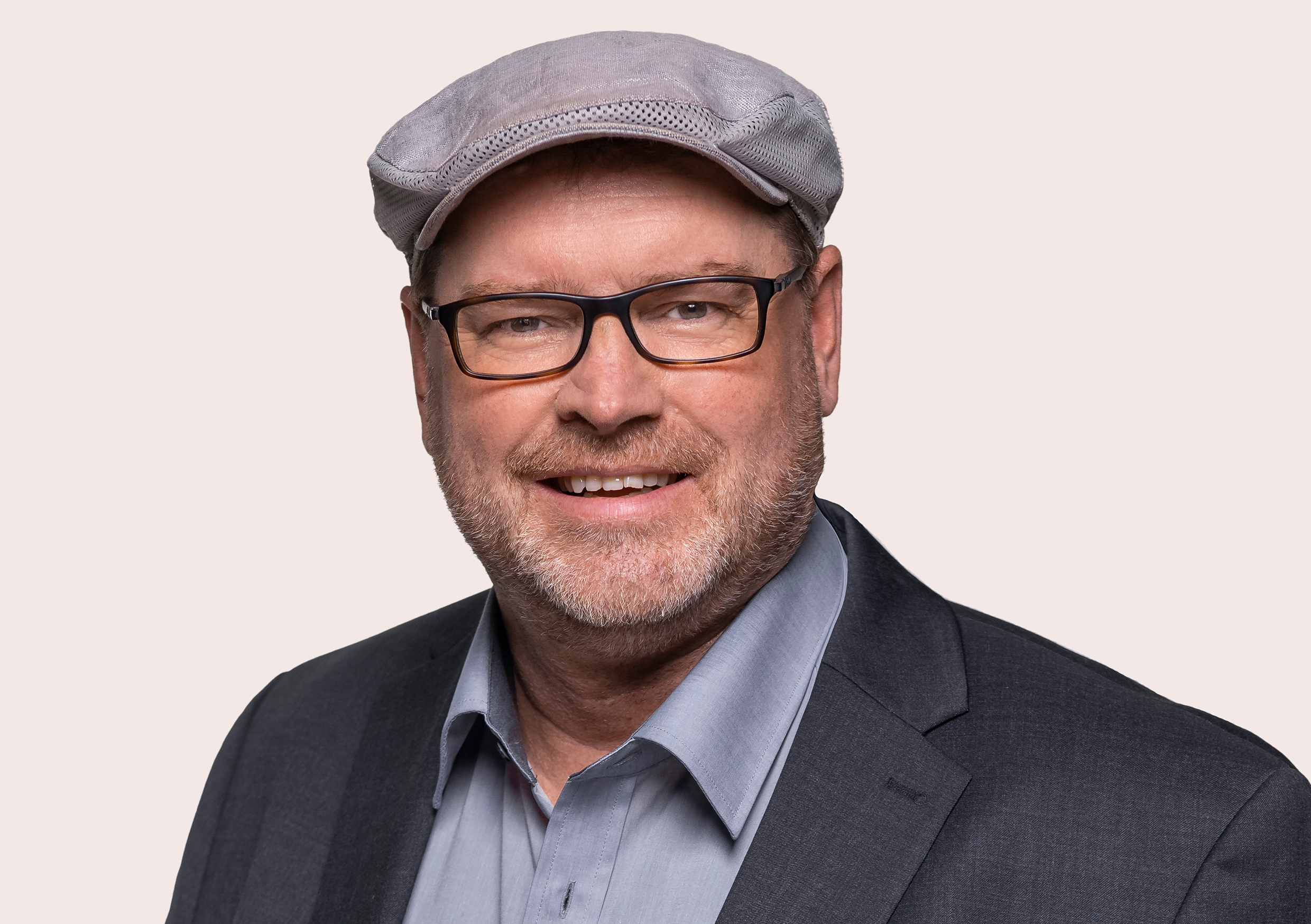
Jürgen Coße (2021)

Jürgen Coße (* 16. August 1969 in Neuenkirchen) ist ein deutscher Politiker (SPD), der erstmals in der 18. Wahlperiode von 2016 bis 2017 Bundestagsabgeordneter war. Seit 2021    (20. Wahlperiode) gehört er erneut dem Deutschen Bundestag als Abgeordneter für das Tecklenburger Land und das nördliche Münsterland (Wahlkreis Steinfurt III) an. Bei der Bundestagswahl am 23. Februar 2025 ist er über die Reserveliste Nordrhein-Westfalen der SPD für die 21. Wahlperiode wiedergewählt worden. 

## Partei und Kommunalpolitik
Jürgen Coße ist seit 1986 Mitglied der SPD. Er ist Vorsitzender des Unterbezirkes Steinfurt seiner Partei  und gehört dem Ortsverein Neuenkirchen an. Coße war stellvertretender Landrat des Kreises Steinfurt und als einer der drei Vertreter der im EUREGIO-Rat vertretenen Fraktionen beratendes Mitglied im Vorstand der Euregio. Später gab er das Amt des stellvertretenden Landrats auf und wurde Vorsitzender der Kreistagsfraktion seiner Partei. Nach der Kommunalwahl 2020 wurde er als Fraktionschef im Amt bestätigt, gab das Amt allerdings nach der Wahl in den 20. Deutschen Bundestag Ende Januar 2022 an seinen vorherigen Stellvertreter Peter Middendorf ab. Coße ist aber weiterhin Mitglied der SPD-Fraktion im Kreistag des Kreises Steinfurt.
Coße ist seit Ende 2021 Landesparteiratsvorsitzender der NRWSPD, sowie seit Mai 2025 Vorsitzender der SPD Münsterland.

## Leben und Beruf
Jürgen Coße lebt in Neuenkirchen (Kreis Steinfurt). Er besuchte die Snedwinkela-Realschule in Neuenkirchen. Coße ist gelernter Bürokaufmann und arbeitete als Arbeitsvermittler im Jobcenter Kreis Steinfurt. Er war Vorsitzender des Personalrats.

## Politik

### Ausschussmitgliedschaften im Deutschen Bundestag
Coße war in der 18. Wahlperiode Mitglied im Auswärtigen Ausschuss und stellvertretendes Mitglied im Ausschuss für die Angelegenheiten der Europäischen Union. In der 20. Wahlperiode war er Mitglied im Auswärtigen Ausschuss, im Unterausschuss Vereinte Nationen, internationale Organisationen und zivile Krisenprävention sowie im Unterausschuss Globale Gesundheit. Außerdem war er stellvertretendes Mitglied im Verteidigungsausschuss und im Ausschuss für die Angelegenheiten der Europäischen Union. Coße war zudem der Vorsitzende der Parlamentariergruppe Zentralafrika.
In der 21. Wahlperiode ist Jürgen Coße Mitglied des Ausschusses für die Angelegenheiten der Europäischen Union und des Ausschusses für Wohnen, Stadtentwicklung, Bauwesen und Kommunen sowie stellvertretendes Mitglied im Auswärtigen Ausschuss. 

### Bundestagskandidaturen
Bei der Bundestagswahl 2013 kandidierte Coße erfolglos als Direktkandidat im Wahlkreis Steinfurt III. Am 1. September 2016 wurde er jedoch als Nachrücker über die Landesliste der SPD NRW Mitglied des 18. Deutschen Bundestages. Er ersetzte Petra Hinz, die ihr Mandat zum 31. August 2016 niedergelegt hatte. Coße war ein Jahr lang Mitglied im Auswärtigen Ausschuss, in dem er die Aufgabenbereiche des ausgeschiedenen Peer Steinbrück übernahm.
Bei der Bundestagswahl 2017 kandidierte Coße wie bereits 2013 im Wahlkreis Steinfurt III und unterlag als Direktkandidat mit 30,29 % der Erststimmen erneut seiner Konkurrentin Anja Karliczek (CDU), die 44,77 % der Stimmen erhielt. Mangels eines aussichtsreichen Listenplatzes und aufgrund des Abschneidens seiner Partei verpasste Coße den Wiedereinzug und schied somit aus dem Bundestag aus.
Bei der Bundestagswahl 2021 trat Coße erneut erfolglos als Kandidat der SPD im Wahlkreis Steinfurt III an und unterlag mit 31,1 % der Erststimmen abermals seiner Konkurrentin, der amtierenden Bundesforschungsministerin Anja Karliczek, die mit 34,0 % der Erststimmen den Wahlkreis zum dritten Mal gewann. Aufgrund des verbesserten Zweitstimmenergebnisses seiner Partei zog Coße jedoch über die SPD-Landesliste als Abgeordneter in den 20. Deutschen Bundestag ein.
Bei der Bundestagswahl 2025 konnte Coße das Direktmandat im Wahlkreis Steinfurt III gegen Anja Karliczek erneut nicht gewinnen, erhielt aber aufgrund seines deutlich verbesserten Platzes 15 auf der Reserveliste der NRWSPD für die 21. Wahlperiode erneut ein Mandat als Abgeordneter des Deutschen Bundestages.
Aufgaben in der SPD-Bundestagsfraktion
Im Mai 2025 wurde Coße als Mitglied in den erweiterten Fraktionsvorstand der SPD-Bundestagsfraktion gewählt. Außerdem ist Coße kommunalpolitischer Sprecher der SPD-Bundestagsfraktion. Dazu ist Coße seit Juni 2025 Mitglied des Vorstandes der Landesgruppe Nordrhein-Westfalen der SPD-Bundestagsabgeordneten. Schließlich leitet Coße vor dem Hintergrund seiner Mitgliedschaft und Zuständigkeit im Auswärtigen Ausschuss in der 20. Wahlperiode des Deutschen Bundestages den Gesprächskreis Afrika in der SPD-Bundestagsfraktion.

## Politische Positionen

### Parlamentariergruppe
Jürgen Coße ist innerhalb der SPD-Bundestagsfraktion Mitglied der Gruppe Parlamentarische Linke (PL). Seit Juli 2025 ist Coße Mitglied des Leitungskreises dieser Parlamentariergruppe.

### Umgang mit Populismus in der Außenpolitik
In einem Gastbeitrag in der Wochenzeitung Die Zeit wandte sich Coße im Jahr 2017 in seiner Eigenschaft als für den ausgeschiedenen Peer Steinbrück nachgerücktes Mitglied des Auswärtigen Ausschusses des Deutschen Bundestages gegen Donald Trump und populistische Bewegungen im Allgemeinen. Außerdem betonte er, dass aus seiner Sicht die Abhängigkeit der Politikerinnen und Politikern von reichen Spendern eines der größten Probleme des politischen Systems der USA  sei. Das Narrativ der Neuen Rechten und Populisten laute, das vermeintliche Establishment zu bekämpfen, welches sie in Wahrheit jedoch selbst darstellten. In Europa seien Rechtspopulisten zwar nicht zwangsläufig etablierte Superreiche, dennoch teilten sie den Plan, demokratische Institutionen abzubauen und den Rechtsstaat zu schleifen. Das ließe sich laut Coße besonders bei den 2017 amtierenden Regierungen von Polen und Ungarn beobachten. Dort legten die polnische PiS-Partei mit Jarosław Kaczyński und die ungarische Fidesz mit Premierminister Viktor Orbán die Justiz und Presse „an die Kette“. Zudem kam Coße mit Blick auf die AfD zu dem Schluss, dass in einer Partei, deren Akteure sich sprachlich in die Nähe des Nationalsozialismus stellten, kaum überzeugte Demokratinnen und Demokraten sein könnten.

### Menschenrechtsverletzungen und Fußball-WM in Katar
Die Fußball-Weltmeisterschaft 2022 in Katar beurteilte Coße 2017 aufgrund anhaltender Menschenrechtsverletzungen als sehr kritisch: „Wir sollten die WM dort abpfeifen.“ Es sei von vornherein falsch gewesen, die WM nach Katar zu vergeben.

### Erhalt des Flughafens Münster/Osnabrück
Coße setzte sich als Fraktionsvorsitzender der SPD im Kreistag Steinfurt wiederholt für den Erhalt des Flughafens Münster/Osnabrück (FMO) in Greven ein. Der Flughafen und sein Umfeld böten circa 3000 Menschen einen Arbeitsplatz, was es zu erhalten gelte.

### Krieg im Sudan
In einem Gastbeitrag im vorwärts, der Parteizeitung der SPD, beleuchtete Coße die humanitäre Krise im Sudan ein Jahr nach Ausbruch des Bürgerkriegs und formulierte konkrete Handlungsempfehlungen für Deutschland und die Europäische Union. Er forderte erhöhte humanitäre Hilfe, diplomatischen Druck und Sanktionen gegen Kriegsprofiteure.

### Wertegeleitete Interessenspolitik
Coße plädierte im Rahmen der Koalitionsverhandlungen zwischen CDU/CSU und SPD 2025 in einem weiteren Gastbeitrag im vorwärts für eine Neuausrichtung der deutschen Außenpolitik. Coße spricht sich für eine wertegeleitete Interessenspolitik aus, die strategische Partnerschaften auf Augenhöhe fördert und dabei sowohl moralische Prinzipien als auch nationale Interessen berücksichtigt.

## Sonstiges

### WDR-Rundfunkrat
Coße war seit dem 5. Januar 2021 bis Ende des Jahres 2021 Mitglied des WDR-Rundfunkrats.

### Deutschlandradio-Hörfunkrat
Für die 8. Amtsperiode des Deutschlandradio-Hörfunkrats wurde Coße durch Beschluss des Bundeskabinetts neben Awet Tesfaiesus (MdB, Bündnis 90/Die Grünen) als eine von zwei entsandten Personen des Deutschen Bundestages zum Mitglied gewählt.

## Privates
Coße ist mit Manuela Coße, geb. Teupe, verheiratet.

## Mitgliedschaften
Jürgen Coße ist Mitglied der überparteilichen Europa-Union Deutschland, die sich für ein föderales Europa und den europäischen Einigungsprozess einsetzt. Ferner ist Coße Mitglied in der Gewerkschaft ver.di, in der IG BCE sowie im Turn- und Sportverein St. Arnold. Darüber hinaus ist Coße Mitglied im Knappenverein Tecklenburger Land e.V., im Beirat des Hospizes "Hauses Hannah" (Emsdetten) sowie im Verein Archemed (Ärzte für Kinder in Not e.V.).